# Rodion Luka
Rodion Mykhailovych Luka (Родіон Михайлович Лука: Vyshhorod, 29 de outubro de 1972) é um velejador ucraniano, medalhista de prata olímpico, campeão mundial de 49er e atleta do ano na Ucrânia em 2005.

## Carreira
Rodion Luka  representou seu país nos Jogos Olímpicos de 1996, 2000, 2004 e 2008, na qual conquistou a medalha de prata na classe 49er em 2004. 